# Žagar
Žagar – wiodąca grupa węgierskiej sceny muzyki elektronicznej. 
Styl grupy opiera się na współczesnej muzyce elektronicznej, jazzie i niezależnym rocku z eksperymentalnymi scratchami. Efektem jest ciężki beat, przestrzenność i zapożyczenia z psychodelicznej muzyki końca lat 60. 
Debiutancki album grupy Local Broadcast (UCMG/Ugar 2002) został włączony przez magazyn muzyczny WAN2 do listy 50 najważniejszych węgierskich nagrań. Grupa nagrała wiele ścieżek dźwiękowych do filmów i miniatur filmowych, z których najbardziej znany jest Eastern Sugar (Fillcell/Universal 2004), uznany za najlepszy soundtrack 2005 roku na Węgrzech. Muzyka grupy pojawiła się również w amerykańskim serialu telewizyjnym CSI: Crime Scene Investigation i późniejszym CSI: NY. Członkowie grupy Andor Kovács i Balázs Zságer byli współtwórcami albumu Shallow and Profound innego węgierskiego "elektronika" - Yonderboi. 
We wrześniu 2007 ukazał się drugi album grupy Cannot Walk Fly Instead (CLS Records). 
Od początku swego istnienia Žagar występował na żywo: na Węgrzech, w Wielkiej Brytanii, Holandii, Austrii, Niemczech, Włoszech, Słowacji, Czechach, Polsce, Słowenii, Rumunii i Rosji. 
Dyskografia: 
- albumy
  - 2002 Local Broadcast
  - 2004 Eastern Sugar (Soundtrack)
  - 2007 Cannot Walk Fly Instead

Aktualny skład grupy: 
- Balázs Zságer - pianino elektryczne, klawisze, programowanie
- DJ Bootsie - scratching
- Tibor Lázár - perkusja
- Ákos Zságer-Varga - bas
- György Ligeti - wokal, gitara